# Colbert (métro de Lille)
Pour les articles homonymes, voir Colbert.
La station Colbert est une station de la ligne 2 du métro de Lille, située à Tourcoing.

## Situation
Station tourquennoise au débouché de la Rue Saint-Jacques, qui assure la transition entre le centre-ville et les différents quartiers de Tourcoing (les arrêts suivants étant centrés sur des quartiers précis de la ville).

### Origine du nom
L'arrêt porte le nom du lycée Colbert, qui se situe pas loin de l'arrêt.

## Histoire
La station est inaugurée le 27 octobre 2000
Ben Bella a décoré la station avec 1800 carreaux de céramique.

## Services aux voyageurs

### Accueil et accès

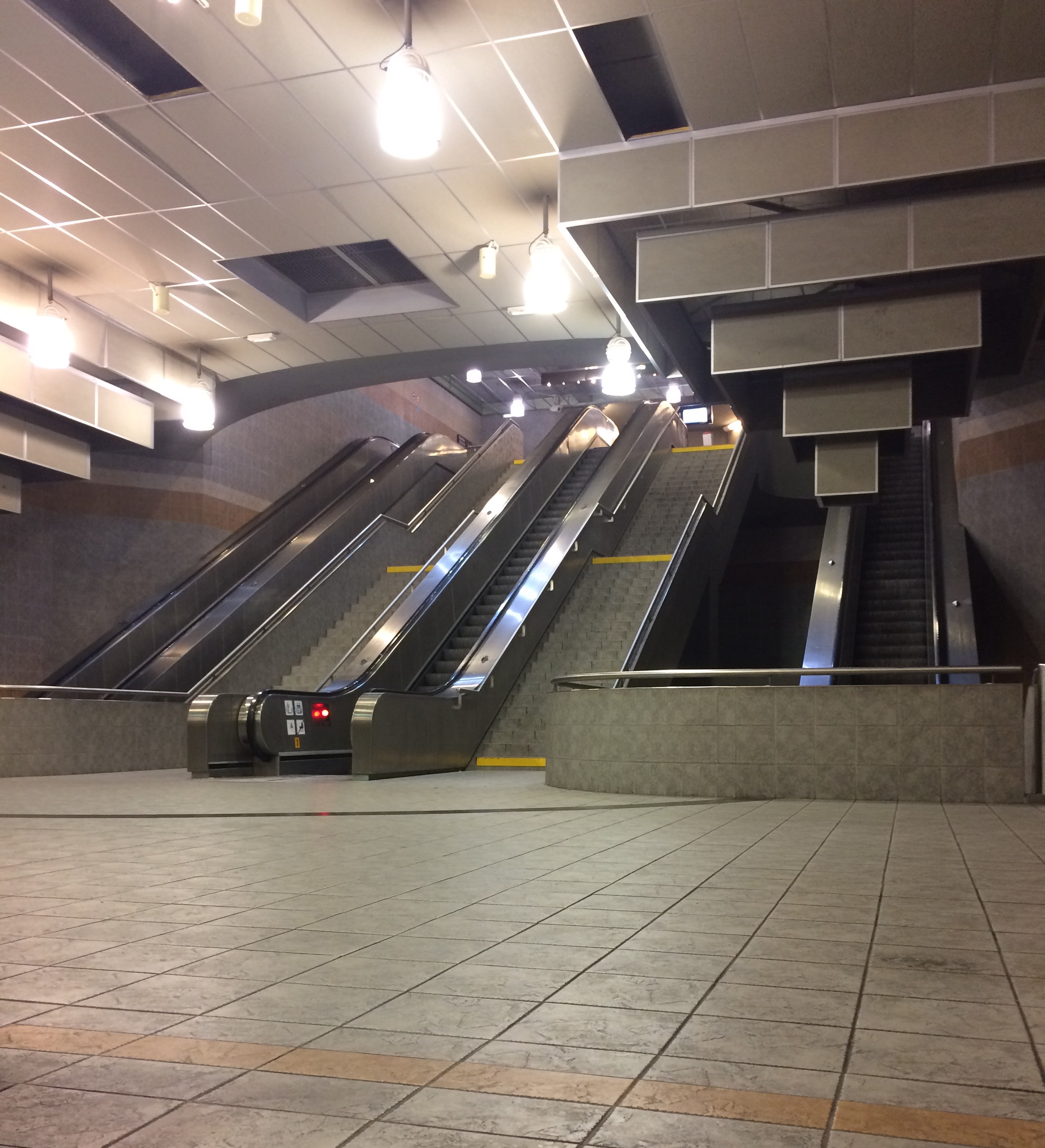
Métro Colbert vue de l'intérieur

La station comporte un accès et un ascenseur en surface, elle est bâtie sur 3 niveaux.
- niveau - 1 : vente et compostage des billets
- niveau - 2 : niveau intermédiaire permettant de choisir la direction de son trajet
- niveau - 3 : voies centrales et quais opposés

### Intermodalité
La station est desservie par les lignes L4, 84, 87, 89 et C8 du réseau Ilévia.

## À proximité
- Institut Colbert.
- Cours Notre-Dame de l'Immaculée Conception.
- Église Notre-Dame des Anges.
- Collège Cardinal Liénart.
- Parc Clemenceau.
- Salle de concert Le Grand Mix.
- École des douanes.